# ジャパン・ティッシュエンジニアリング
株式会社ジャパン・ティッシュエンジニアリング（英: Japan Tissue Engineering Co., Ltd. ）は、愛知県蒲郡市に本社がある日本で唯一、再生医療製品を商用生産できるQMS適合施設を持ち、研究～製造販売後対応までトータルに行っている企業である。

## 概要
同じ愛知県蒲郡市に本社を置くニデックを母体とし、富山化学工業（現・富士フイルム富山化学）やINAX（現：LIXIL）、ベンチャーキャピタルのセントラルキャピタル（現：三菱UFJキャピタル）が出資し設立された。
2021年3月より帝人のグループ会社となっている。

## 事業内容

### 製品等
- 再生医療製品事業
  - 自家培養表皮「ジェイス」（重症熱傷、先天性表皮水疱症、先天性巨大色素性母斑、尋常性白斑（自由診療））
  - 自家培養軟骨「ジャック」（外傷性軟骨欠損症、離断性骨軟骨炎）
- 再生医療受託事業
  - 自家培養角膜上皮「ネピック」，自家培養口腔粘膜上皮「オキュラル」（角膜上皮幹細胞疲弊症）
- 研究開発支援事業

### 研究開発
- 自家CAR-T細胞（急性リンパ性白血病）

## 沿革
- 1999年（平成11年）2月1日 - ニデック（出資割合 63.4%）、INAX（同 13.3%）、富山化学工業（同 13.3%）、セントラル・キャピタル（同 10.0%）により、ティッシュエンジニアリング（生物から採取した細胞を用いて、性質の改変、体外での培養、組織・臓器の再形成、新たな機能の付加あるいは機能の修復等で組織の再生する技術）による再生医療を事業領域として、株式会社ジャパン・ティッシュ・エンジニアリングを設立。
- 2007年（平成19年）12月21日 - ジャスダックNEOへ上場。
- 2009年（平成21年）
  - 1月1日 - 自家培養表皮「ジェイス」が健康保険の対象となる（重症熱傷）[1]。
  - 10月30日 - 株式会社セルシードと共同研究開発基本契約を締結。
- 2010年（平成22年）
  - 10月7日 - 富士フイルムと資本・業務提携契約を締結。
  - 10月12日 - ヘラクレスとジャスダックが市場統合し、JASDAQグロースへ移行。
  - 10月28日 - 第三者割当による新株式発行を実施。新株式全てを富士フイルムに割り当てたため、同社が筆頭株主となるとともに、同社及び同社の親会社である富士フイルムホールディングスのその他の関係会社となる[2]。
- 2011年（平成23年）3月18日 - 自家培養表皮「ジェイス」が表皮水疱症治療を目的とした希少疾病用医療機器に指定される[3]
- 2013年（平成25年）3月13日 - 自家培養軟骨「ジャック」が膝関節における外傷性軟骨欠損症又は離断性骨軟骨炎（変形性関節症を除く）を適応対象とした医療機器に指定される[4]。日本で2番目に承認された再生医療製品である。
- 2014年（平成26年）
  - 産学官連携功労者表彰厚生労働大臣賞受賞。
  - 12月26日 - 新株予約権の行使に伴い、富士フイルムホールディングスが親会社となる[5]。
- 2016年（平成28年）
  - 9月16日 - 自家培養表皮「ジェイス」の先天性巨大色素性母斑への適応拡大が、厚生労働省再生医療等製品・生物由来技術部会で了承される。
  - 9月29日 - 先天性巨大色素性母斑の治療を目的とした自家培養表皮「ジェイス」の製造販売承認事項一部変更（適応拡大）について、厚生労働省より承認を取得。
  - 11月13日 - 再生医療等安全性確保法の施行に伴い、コンサルティング事業並びに細胞培養受託事業を開始[6]。
- 2018年（平成30年）9月30日 - 主要株主である富山化学工業（翌10月1日付の合併に伴い、富士フイルム富山化学に商号変更）が富士フイルムの100%子会社となったことに伴い、富士フイルムが再び当社の親会社となる[7]。
- 2021年（令和3年）
  - 1月29日 - 帝人による当社株式の株式公開買付けに賛同の意見を表明するとともに、同社との資本業務提携契約を締結したことを発表（株式公開買付けは同年2月1日から同年3月2日まで行われた）[8]。
  - 3月9日 - 前述の株式公開買付けが成立し、決済が開始されたことに伴い、当社の親会社が富士フイルムから帝人に変更。併せて、富士フイルムと締結していた資本業務提携を同日付で解消[9]。
- 2022年（令和4年）
  - 4月4日 - 東京証券取引所グロースへ移行。
  - 10月1日 - 株式会社ジャパン・ティッシュエンジニアリングに商号変更[10]。

## 歴代社長
- 小澤洋介（～平成28年6月22日）
- 比留間愛一郎（平成28年6月23日～平成29年10月31日）
- 畠賢一郎（平成29年11月1日～令和元年6月24日、令和2年6月25日～)
- 秋山雅孝（令和元年6月25日～令和2年6月24日）